# Moonlight (2016)
Moonlight is een Amerikaanse dramafilm uit 2016 die geschreven en geregisseerd werd door Barry Jenkins. De film werd gebaseerd op het toneelstuk In Moonlight Black Boys Look Blue van Tarell Alvin McCraney. De hoofdrollen worden vertolkt door Trevante Rhodes, André Holland, Janelle Monáe, Naomie Harris en Mahershala Ali. In 2017 werd de filmproductie bekroond met de Oscar voor beste film.

## Verhaal
De film speelt zich af in Miami en is opgedeeld in drie hoofdstukken. Elk hoofdstuk focust zich op een belangrijke periode in het leven van Chiron, een homoseksuele man die worstelt met zijn identiteit, mannelijkheid, seksuele geaardheid en plaats in de wereld. Tijdens zijn kinderjaren, als hij door jongens die hem pesten Little wordt genoemd, ontmoet hij drugsdealer Juan. De man ontfermt zich over de eenzame Little Chiron, die geen vader heeft en wiens drugsverslaafde moeder Paula een van Juans klanten blijkt te zijn.
Als tiener wordt Chiron geconfronteerd met agressievere vormen van pesten en probeert hij zijn seksuele geaardheid te onderdrukken. De introverte jongeman heeft het moeilijk een plaats in de wereld te vinden en heeft geen familie om op terug te vallen. Bovendien maakt hij deel uit van een stad en tijdperk waarin jonge mannen geweld als de oplossing voor alle problemen zien en homoseksualiteit als een zwakte beschouwen. Alleen zijn vriend Kevin biedt hem enige troost, maar al gauw worden de twee gedwongen om hun liefde voor elkaar op een drastische wijze te verbergen.
Tot slot is Chiron te zien als een volwassen, stoere man. Hij lijkt volledig veranderd, maar Kevin beseft dat alles slechts schijn is om zijn ware gevoelens te verbergen.

## Rolverdeling
| Acteur          | Personage                          |
| --------------- | ---------------------------------- |
| Trevante Rhodes | Chiron als volwassen man ("Black") |
| Ashton Sanders  | Chiron als tiener ("Teen Chiron")  |
| Alex Hibbert    | Chiron als kind ("Little Chiron")  |
| André Holland   | Kevin als volwassen man            |
| Jharrel Jerome  | Kevin als tiener                   |
| Jaden Piner     | Kevin als kind                     |
| Janelle Monáe   | Teresa                             |
| Naomie Harris   | Paula                              |
| Mahershala Ali  | Juan                               |

## Prijzen en nominaties
| Jaar | Prijs                     | Categorie                            | Genomineerde(n)                                      | Resultaat   |
| ---- | ------------------------- | ------------------------------------ | ---------------------------------------------------- | ----------- |
| 2016 | National Board of Review  | Top 10 films van het jaar            | Top 10 films van het jaar                            | Gewonnen    |
| 2016 | National Board of Review  | Beste regisseur                      | Barry Jenkins                                        | Gewonnen    |
| 2016 | National Board of Review  | Best actrice in een bijrol           | Naomie Harris                                        | Gewonnen    |
| 2016 | American Film Institute   | Top 10 films van het jaar            | Top 10 films van het jaar                            | Gewonnen    |
| 2017 | Academy Awards            | Beste film                           | Beste film                                           | Gewonnen    |
| 2017 | Academy Awards            | Beste acteur in een bijrol           | Mahershala Ali                                       | Gewonnen    |
| 2017 | Academy Awards            | Beste bewerkte scenario              | Barry Jenkins                                        | Gewonnen    |
| 2017 | Golden Globes             | Beste film (drama)                   | Beste film (drama)                                   | Gewonnen    |
| 2017 | Golden Globes             | Beste regisseur                      | Barry Jenkins                                        | Genomineerd |
| 2017 | Golden Globes             | Beste acteur in een bijrol           | Mahershala Ali                                       | Genomineerd |
| 2017 | Golden Globes             | Beste actrice in een bijrol          | Naomie Harris                                        | Genomineerd |
| 2017 | Golden Globes             | Beste scenario                       | Barry Jenkins                                        | Genomineerd |
| 2017 | Golden Globes             | Beste soundtrack                     | Nicholas Britell                                     | Genomineerd |
| 2017 | Satellite Awards          | Beste film                           | Beste film                                           | Genomineerd |
| 2017 | Satellite Awards          | Beste regisseur                      | Barry Jenkins                                        | Genomineerd |
| 2017 | Satellite Awards          | Beste acteur in een bijrol           | Mahershala Ali                                       | Genomineerd |
| 2017 | Satellite Awards          | Beste actrice in een bijrol          | Naomie Harris                                        | Gewonnen    |
| 2017 | Satellite Awards          | Beste originele scenario             | Barry Jenkins                                        | Gewonnen    |
| 2017 | Satellite Awards          | Beste camerawerk                     | James Laxton                                         | Genomineerd |
| 2017 | Satellite Awards          | Beste montage                        | Joi McMillon, Nat Sanders                            | Genomineerd |
| 2017 | Independent Spirit Awards | Beste film                           | Beste film                                           | Gewonnen    |
| 2017 | Independent Spirit Awards | Beste regisseur                      | Barry Jenkins                                        | Gewonnen    |
| 2017 | Independent Spirit Awards | Beste originele scenario             | Barry Jenkins                                        | Gewonnen    |
| 2017 | Independent Spirit Awards | Beste camerawerk                     | James Laxton                                         | Gewonnen    |
| 2017 | Independent Spirit Awards | Beste montage                        | Joi McMillon, Nat Sanders                            | Gewonnen    |
| 2017 | Independent Spirit Awards | Robert Altman Award (Beste ensemble) | Filmregisseur, casting director en de volledige cast | Gewonnen    |
|      | Writers Guild Award       | Beste scenario                       | Barry Jenkins                                        | Gewonnen    |

## Productie

### Ontwikkeling
Toneelschrijver Tarell Alvin McCraney en filmmaker Barry Jenkins groeiden allebei op in Liberty City, een buurt in Miami. Hoewel de twee naar dezelfde scholen gingen, leerden ze elkaar pas op latere leeftijd kennen via een gemeenschappelijke vriend. McCraney bezorgde Jenkins begin 2013 zijn ongepubliceerd toneelstuk In Moonlight Black Boys Look Blue. Samen met producent Adele Romanski besloot hij het toneelstuk om te vormen tot een film.
Het verhaal vertoonde heel wat gelijkenissen met Jenkins' leven. Zo werd hij net als de protagonist door een aan crack verslaafde moeder opgevoed in de sociale woonwijk van Liberty City (Miami). Ook de drieledige structuur van McCraneys toneelstuk sprak hem aan. Sinds het zien van de Taiwanese film Three Times (2005) van regisseur Hou Hsiao-Hsien speelde hij met het idee om een verhaal in drie delen te vertellen.
In augustus 2013 trok Jenkins naar Brussel, een stad die hem werd aangeraden nadat hij zijn vrienden gevraagd had wat de saaiste stad van Europa was tijdens de zomer. Daar schreef hij de eerste versie van zijn filmscenario. Later die zomer was Jenkins op het Filmfestival van Telluride de gastheer van een Q&A met Steve McQueen, de Britse regisseur van 12 Years a Slave (2013). Als een gevolg kwam hij in contact met enkele werknemers van Plan B Entertainment, het productiebedrijf van 12 Years a Slave. Plan B las Jenkins' script en besloot eind 2014 om samen te werken met de regisseur. In dezelfde periode kwam ook A24 aan boord als producent en financier. Moonlight werd zo de eerste film die door A24 geproduceerd werd, aangezien het bedrijf tot daarvoor alleen actief was als distributeur.

### Casting
In april 2015 gingen Jenkins en producent Romanski in Miami op zoek naar onbekende acteurs voor hun project. Samen met casting director Yesi Ramirez gingen ze in scholen en acteercursussen op zoek naar lokale talenten. In oktober 2015 werden met Naomie Harris, André Holland en Mahershala Ali,drie bekende acteurs, aan de cast toegevoegd. Trevante Rhodes deed oorspronkelijk auditie voor de rol van Kevin, maar mocht uiteindelijk het hoofdpersonage Chiron vertolken van de regisseur.

### Opnames
De opnames gingen op 14 oktober 2015 van start en duurden 25 dagen. Hoewel er in Miami geen fiscale voordelen waren voor de filmproductie werd besloten de film op locatie in de stad op te nemen. Naomie Harris nam al haar scènes op in drie dagen.

## Release
Op 2 september 2016 ging Moonlight in première op het Filmfestival van Telluride. In de daaropvolgende weken werd de film ook vertoond op onder meer het Internationaal filmfestival van Toronto en het Filmfestival van Londen. Op 21 oktober 2016 ging de film in de Verenigde Staten in première voor het grote publiek.